# Ewiges Licht Batthyánys

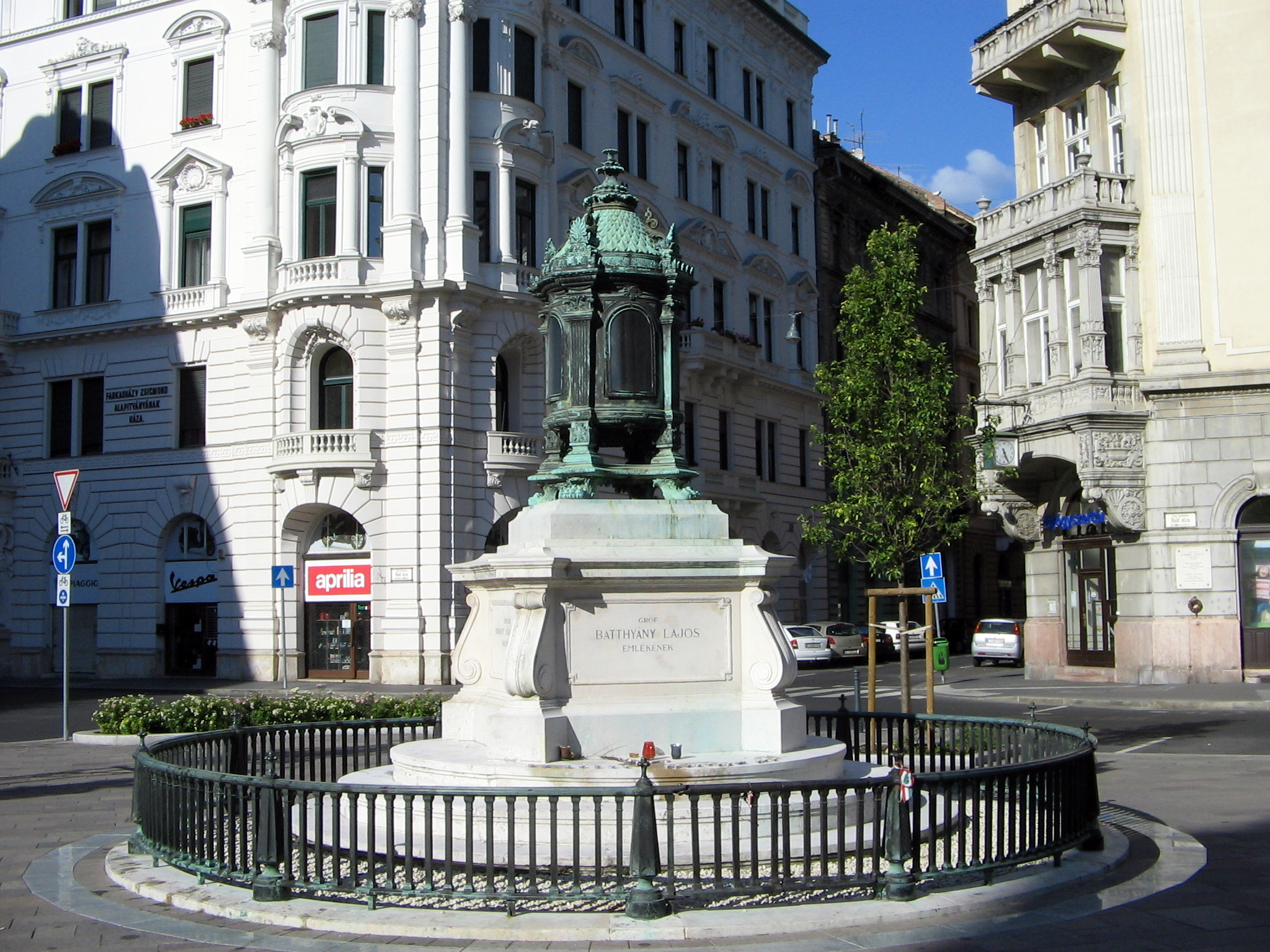
Das Ewige Licht

Das Ewige Licht Batthyánys (ungarisch Batthyány-örökmécses) ist ein von Móric Pogány geschaffenes Denkmal im V. Bezirk der ungarischen Hauptstadt Budapest.
Es steht an der Stelle, wo der erste Ministerpräsident Ungarns Graf Lajos Batthyány (im Innenhof des mittlerweile abgerissenen Neugebäudes) am 6. Oktober 1849 erschossen wurde. Mit ihm fanden im Zuge des Ungarischen Unabhängigkeitskrieges am selben Tage noch 13 aufständische Generäle in Arad den Tod.

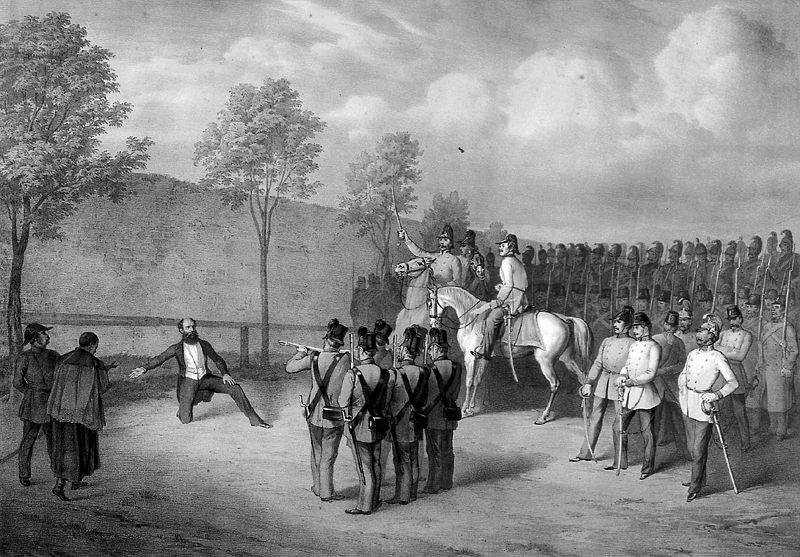
Die Hinrichtung Batthyánys

## Geschichte
1905 gewann der Architekt Móric Pogány eine Ausschreibung für die Errichtung eines Denkmals für Batthyány. Wegen des Ersten Weltkriegs verschob sich die Einweihung aber auf den 6. Oktober 1926. Sie fand genau am 77. Jahrestag von Batthyánys Tod in Anwesenheit von István Lebó, dem letzten lebenden Veteranen des Unabhängigkeitskrieges, statt.

## Beschreibung

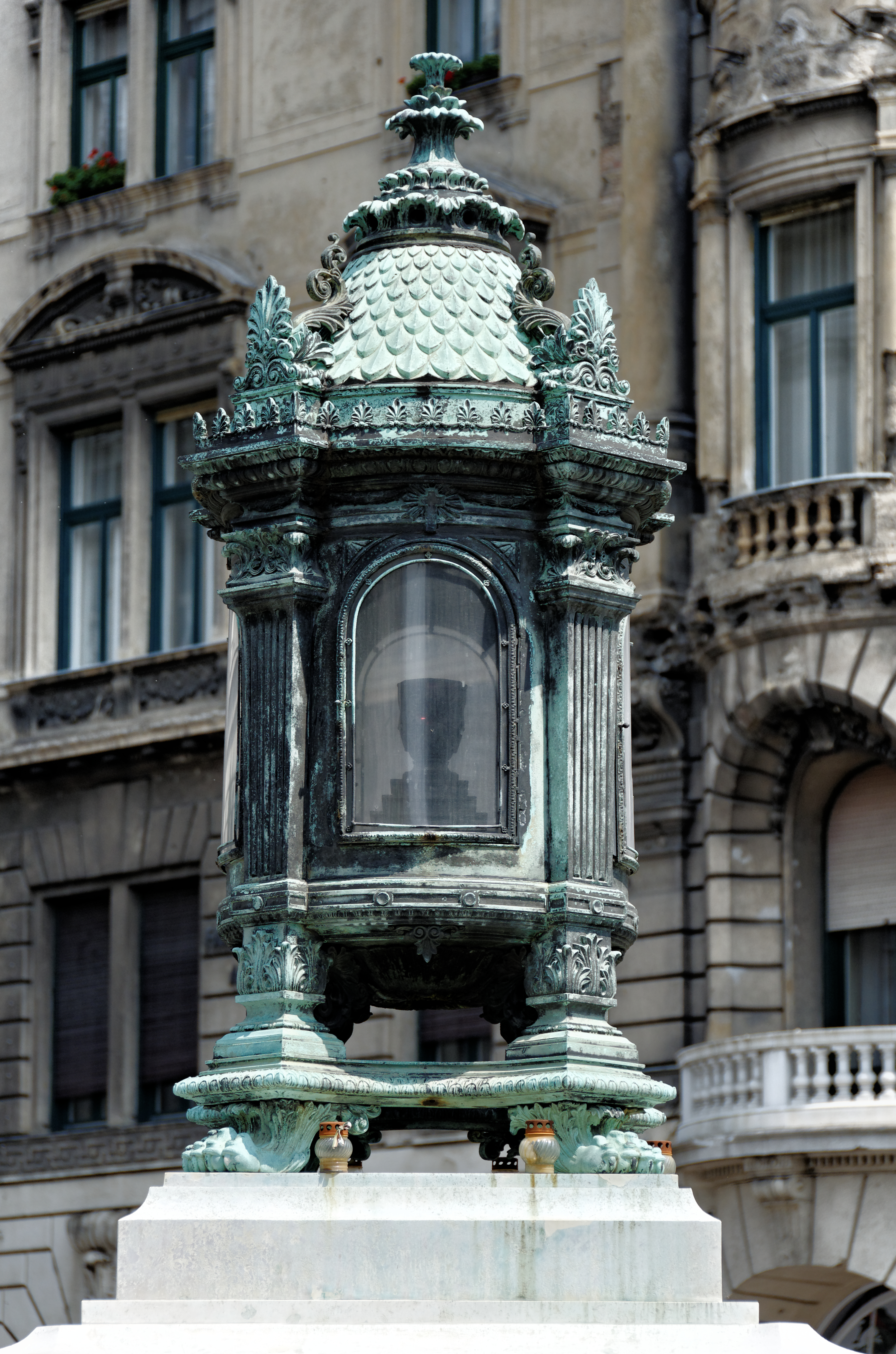
Detail

Das Ewige Licht befindet sich in einer Halterung aus Bronze, welche sich in einem violetten Glaskelch befindet. Der Kelch selber ruht auf einem getreppten Podest in einer 180 cm hohen Laterne.